# La memoria del cuore (film 2012)
(Tagline del film.)
La memoria del cuore (The Vow) è un film del 2012 diretto da Michael Sucsy, con protagonisti Channing Tatum e Rachel McAdams.
La trama del film è ispirata a una vicenda realmente accaduta ai coniugi Kim e Krickitt Carpenter, che il 24 novembre 1993, a pochi mesi dalle loro nozze, furono vittime di un incidente stradale che cambiò le loro vite.

## Trama
Paige e Leo sono una coppia di sposini molto innamorati. I due conducono una vita ricca di soddisfazioni a Chicago, dove lavorano come artisti, lei è una scultrice e lui ha uno studio di registrazione. Una notte in cui ha nevicato i due rimangono vittime di un incidente in auto: Leo ne esce senza un graffio, mentre un forte trauma alla testa cancella totalmente la memoria degli ultimi cinque anni di Paige: quando si risveglia dal coma, Leo è un perfetto sconosciuto per lei.
All'improvviso Leo si trova nella scomoda posizione di dover riconquistare l'amore di sua moglie. La mente di Paige è tornata ai tempi in cui era una studentessa di giurisprudenza, prima di incontrare Leo, periodo in cui era innamorata di Jeremy, per il quale ora i sentimenti riaffiorano automaticamente. Paige non riesce a comprendere perché si era allontanata dai suoi genitori, perché le manchi il suo guardaroba conservatore e perché mai avrebbe lasciato gli studi all'università e la prospettiva di una brillante carriera in campo legale, nonché il suo fidanzato Jeremy. Leo prova ad aiutare Paige a ricordare, quanto meno a cercare di riconquistare il suo amore, e vedendo quanto Paige sia innamorata di Jeremy, rinuncia a riconquistarla, perché nonostante i suoi sforzi, lui rimane un estraneo. Jeremy, intanto, lascia la ragazza attuale, con cui stava per fidanzarsi, perché ha finalmente l'occasione di rimettersi insieme a Paige. Quest'ultima torna inoltre a vivere con i genitori e riprende la facoltà di legge per finire i pochi corsi che le mancavano per la laurea.
Paige un giorno incontra la sua ex migliore amica che, all'oscuro della sua amnesia, coglie l'occasione per scusarsi del suo comportamento. Paige scopre così che suo padre aveva tradito sua madre con lei e che era questo il motivo del suo allontanamento dai genitori. Furiosa, Paige torna a casa e discute animatamente con la madre, accusando sia lei che suo padre di averle nascosto la verità, approfittando del suo incidente per farla tornare nella loro vita ignara del motivo di una delle scelte più drastiche del suo passato. Prosegue inoltre chiedendole anche come abbia potuto restare col marito dopo aver scoperto che l'aveva tradita con la sua migliore amica. La madre le spiega che stava per lasciarlo, ma che decise di perdonarlo perché erano una famiglia e per le tante cose giuste fatte in passato, invece di punirlo e distruggere la famiglia per un unico sbaglio. Paige va da Leo e gli chiede se sapesse anche lui questo fatto e il marito lo ammette, ma di aver taciuto perché non voleva spingerla tra le proprie braccia allontanandola dalla sua famiglia, poiché per lui il suo amore non meritava di essere riconquistato facendo soffrire qualcun altro. Le consiglia inoltre di non allontanarsi dalla famiglia di nuovo. Paige, così, sceglie di ripercorrere il proprio passato per ritrovare se stessa, torna a provare indifferenza per giurisprudenza, tanto che durante le lezioni si mette a disegnare, così lascia di nuovo legge decide inoltre di prendere un appartamento in città, andando via dalla casa di famiglia, ma promettendo ai genitori di non uscire dalla loro vita di nuovo e perdonando il padre.
Dopo aver pranzato insieme, Jeremy le dice di aver lasciato la sua ragazza Rose per poter stare con lei, ora che la "vecchia Paige" è tornata, ma quest'ultima gli dice che non esiste una vecchia o una nuova Paige, ma solo quella del presente che cerca di capire chi sia e che deve farlo da sola, anche al di fuori della sua storia con lui. Jeremy le rivela che sono le stesse parole che pronunciò la prima volta che lo lasciò, malgrado lei non se le ricordasse. Paige riprende la sua carriera artistica, rendendosi conto che ciò che la sua mente ha dimenticato è però ancora impresso nelle sue mani, che non hanno perduto la capacità di prima. Dopo diversi mesi rivede Leo e lo ringrazia per tutto ciò che ha fatto per lei, aggiornandolo sugli avvenimenti recenti della sua vita e chiedendogli di uscire. I due decidono così di ricominciare la loro storia.

## Distribuzione
Il film è stato distribuito nelle sale cinematografiche statunitensi il 10 febbraio 2012. In Italia è stato distribuito dal 25 luglio dello stesso anno.

### Budget
Il budget stanziato per il film è di 30 milioni di dollari.

## Promozione
Il trailer italiano del film è stato diffuso online il 3 luglio 2012.

## Accoglienza

### Incassi
Il film ha incassato a livello mondiale 196.114.570 dollari. È il settimo film drammatico/romantico ad aver incassato di più nella storia del cinema, dietro solo a Titanic, Ghost - Fantasma, Pearl Harbor, Jerry Maguire, Il grande Gatsby e Ufficiale e gentiluomo.

## Riconoscimenti
- 2012 - MTV Movie Awards
  - Candidatura Migliore performance maschile a Channing Tatum
  - Candidatura Miglior bacio a Rachel McAdams e Channing Tatum
- 2013 - People's Choice Awards
  - Candidatura Miglior film drammatico
  - Candidatura Miglior alchimia a Channing Tatum e Rachel McAdams
- 2012 - Teen Choice Awards
  - Candidatura Miglior film drammatico
  - Candidatura Miglior film romantico
  - Candidatura Miglior attore in un film drammatico a Channing Tatum
  - Candidatura Miglior attore in un film romantico a Channing Tatum
  - Candidatura Miglior attrice in un film drammatico a Rachel McAdams
  - Candidatura Miglior attrice in un film romantico a Rachel McAdams
  - Candidatura Miglior bacio a Channing Tatum e Rachel McAdams
- 2012 - BMI Film & TV Award
  - Miglior colonna sonora a Rachel Portman
- 2012 - Golden Trailer Awards
  - Miglior spot romantico
  - Candidatura Miglior film romantico